# 남양주월산초등학교
남양주월산초등학교는 대한민국 경기도 남양주시에 있는 공립 초등학교이다.

## 학교 연혁
- 2014년 2월 18일 교사 착공
- 2015년 7월 교사 준공
- 2015년 9월 1일 초대 권이종 교장 취임
- 2015년 9월 1일 일반학급 6학급 편성 개교
- 2015년 9월 1일 병설유치원 2학급(26명) 개원
- 2016년 3월 1일 일반학급 8학급 편성(2학급 증설)
- 2016년 3월 1일 병설유치원 4학급 편성(특수학급 1학급)
- 2016년 3월 14일 일반학급 9학급 편성(1학급 증설)
- 2016년 4월 22일 일반학급 10학급 편성(1학급 증설)

## 참고 자료
- 남양주월산초등학교 - 한국교육학술정보원 학교알리미